# Zlatko Šimenc
Zlatko Šimenc (ur. 29 listopada 1938 w Zagrzebiu) – chorwacki piłkarz wodny. W barwach Jugosławii srebrny medalista olimpijski z Tokio.
Mierzący 186 cm wzrostu zawodnik w 1964 w Tokio wspólnie z kolegami zajął drugie miejsce. Były to jego drugie igrzyska – cztery lata wcześniej Jugosławia była czwarta. Raz był srebrnym (1958), a dwukrotnie brązowym medalistą mistrzostw Europy (1962 i 1966). 
Jego syn Dubravko także był waterpolistą i medalistą olimpijskim.